# Лисовский, Станислав
Стани́слав Лисо́вский (пол. Stanisław Lisowski, лит. Stanislas Lisovskis; 1924—2002) — польский ботаник литовского происхождения.

## Биография
Станислас Лисовский родился 11 февраля 1924 года в Вильнюсе. Учился в Польше, незадолго до начала Второй мировой войны оказался в Лодзи. В 1940 году был депортирован в Германию, где был принуждён к тяжёлому труду. Вследствие неудачной попытки бежать в Польшу Лисовский на два года оказался в концентрационном лагере в Ширмеке. После освобождения продолжил обучение в Схевенингене. В 1948 году окончил педагогическое училище в Сулехуве.
В 1951 году Лисовский получил степень магистра наук в Университете имени Адама Мицкевича в Познани. До 1955 года он работал ассистентом в ботаническом отделении Познанской сельскохозяйственной академии. В конце 1955 года Станислав Лисовский был назначен на отделении ботанической систематики и фитогеографии естественнонаучного факультета Университета имени Адама Мицкевича. В 1958 году он под руководством профессора Зигмунта Чубиньского получил степень доктора философии, защитив диссертацию по флоре мхов западных Бещад.
В 1961 году Станислав впервые отправился в Африку, всего проведя на этом континенте около 13 лет. В 1961—1963 он преподавал в Нормальной высшей школе в Канкане, в 1968—1971 — в Университете Лубумбаши, последующие 8 лет — в Университете Кисингани. С 1980 по 1983 Лисовский был консультантом ЮНЕСКО по Заиру.
С 1969 года Лисовский возглавлял отделение фитогеографии Университета имени Адама Мицкевича. В 1979 году он стал экстраординарным профессором, в 1989 году — полным профессором.
В 1994 году Лисовский ушёл на пенсию, продолжив заниматься преподавательской деятельностью до 2001 года. 2 мая 2002 года Станислав Лисовский скончался.
Основной гербарий Лисовского был оставлен Университету Лубумбаши (LSHI).

## Некоторые научные публикации
- Lisowski, S. Mchy Bieszczadów Zachodnich. — Poznań, 1956.
- Lisowski, S. Materialy do bryoflory Tatr. — Poznań, 1959. — 127 p.
- Lisowski, S. Les Asteraceae dans la flore d'Afrique centrale. — Kraków, 1991. — 627 p. — (Fragmenta floristica et geobotanica).
- Lisowski, S. Flore (angiospermes) de la République de Guinée. — Meise, 2009. — 2 vols.

## Некоторые виды, названные в честь С. Лисовского
- Aeollanthus lisowskii Ryding, 1986
- Agrostophyllum lisowskii Ormerod, 2012
- Angraecopsis lisowskii Szlach. & Olszewski, 2001
- Ardisia lisowskii Taton & Lejoly, 1980
- Aristida lisowskii Richel, 1984
- Bacopa lisowskiana Mielcarek, 1994
- Buchnera lisowskiana Mielcarek, 1987
- Buxus lisowskii Bamps & Malaisse, 1990
- Combretum lisowskii Jongkind, 1994
- Crotalaria lisowskii Polhill, 1982
- Disa lisowskii Szlach., 1994
- Emilia lisowskiana C.Jeffrey, 1997
- Habenaria lisowskiana Geerinck, 1982
- Habenaria lisowskii Szlach., 1995
- Lobelia lisowskii Thulin, 1983
- Ottelia lisowskii Symoens, 2009
- Platycoryne lisowskiana Szlach. & Kras, 2008
- Syngonanthus lisowskii Kimp., 1991
- Vernonia lisowskii Kalanda, 1982